# Ізлучинське міське поселення
Ізлу́чинське міське поселення (рос. Излучинское городское поселение) — міське поселення у складі Нижньовартовського району Ханти-Мансійського автономного округу Тюменської області Росії.
Адміністративний центр — селище міського типу Ізлучинськ.
Населення міського поселення становить 20034 особи (2017; 17848 у 2010, 15944 у 2002).
Станом на 2002 рік існували Ізлучинська селищна рада (смт Ізлучинськ) та Болшетарховська сільська рада (село Большетархово).

## Склад
До складу міського поселення входять:
| Населений пункт                  | Населення, осіб (2002) | Населення, осіб (2010) |
| -------------------------------- | ---------------------- | ---------------------- |
| Большетархово, село              | 439                    | 449                    |
| Ізлучинськ, селище міського типу | 15505                  | 17399                  |